# Raymond Pageaux
Pour les articles homonymes, voir Pageaux.
Raymond Pageaux, né le 21 septembre 1911 à Mont-lès-Seurre et exécuté (décapité) le 19 avril 1944 à Stuttgart en  Allemagne, est un ajusteur à la SNCF, résistant pendant la Seconde Guerre mondiale.

## Biographie
Ajusteur apprenti à la Compagnie des chemins de fer de Paris à Lyon et à la Méditerranée, dès l'âge de 14 ans à Dijon, Raymond Pageaux devint naturellement ajusteur à la Gare de triage et ateliers SNCF de Perrigny. Il fit partie des cheminots résistants qui organisèrent des évasions de prisonniers, divers sabotages, et des réceptions de parachutages pour la résistance. 

### Arrestation
Raymond Pageaux est arrêté par l'armée allemande, dans la nuit du 31 août 1943, avec six autres camarades et un employé de la ville de Dijon (André Dubois, Raymond Gaspard, Maxime Perraut, Jean Ridet, Jean Tamigi et Maurice Thuringer). Ils sont alors incarcérés dans la prison de Dijon. Les hommes furent d'abord condamnés à mort le 27 novembre puis face à la grève des cheminots de Dijon-Perrigny le 29, qui s'étend à toute la ligne Paris-Lyon deux jours plus tard, la peine est commuée en déportation vers l'Allemagne, le 22 décembre. 
Une fois en Allemagne, ils sont de nouveau jugés par un tribunal militaire allemand à Karlsruhe, condamnés à mort le 18 avril, et guillotinés le lendemain, 19 avril 1944, à Stuttgart.

## En commémoration

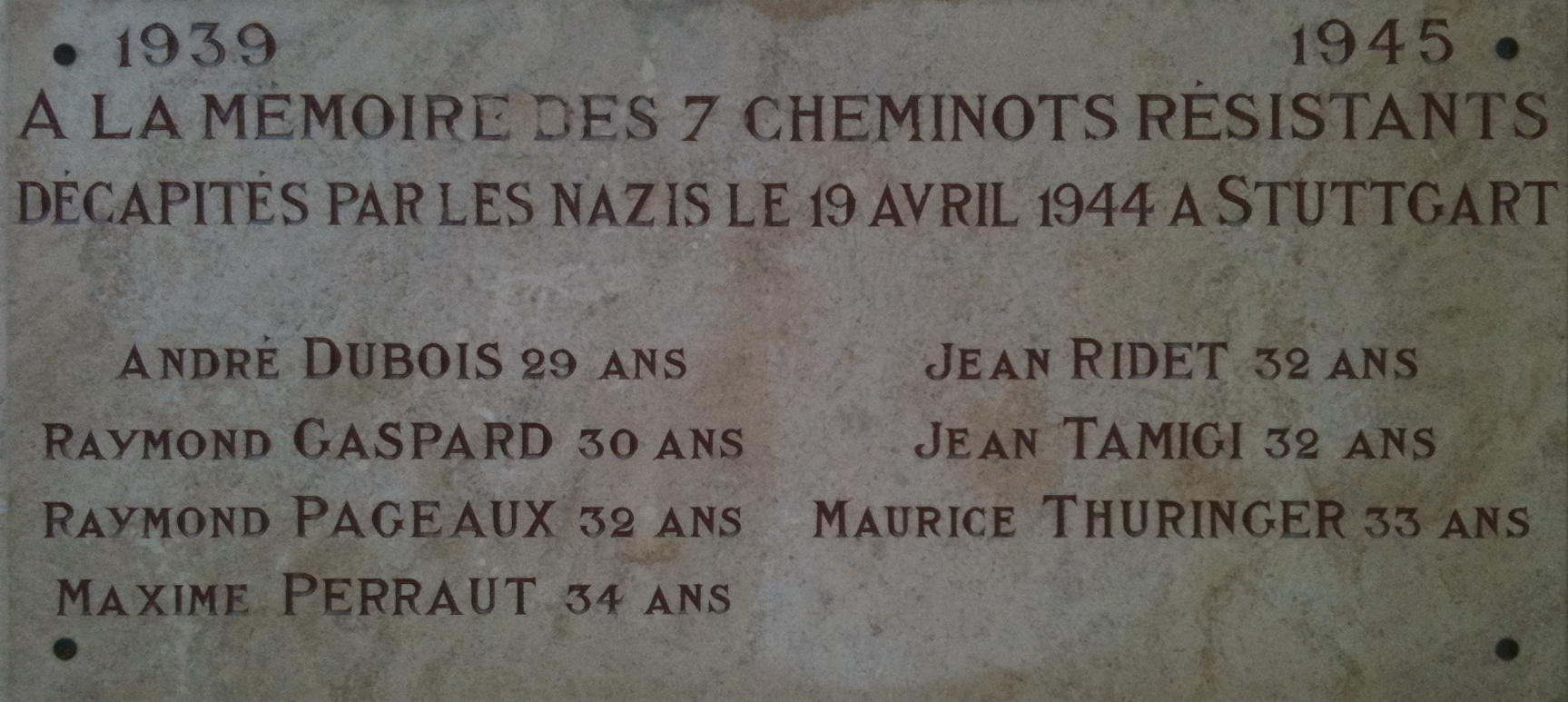
Plaque apposée sur la façade de la gare de Dijon

Une plaque commémorative rappelle l'exécution des résistants à la gare de Dijon.